# Me'ir Šitrit
Me'ir Šitrit (hebrejsky מאיר שטרית‎ * 10. října 1948, Ksar es-Souk, Maroko) je izraelský politik a dlouholetý poslanec Knesetu, v němž postupně zastupoval strany Likud, Kadima a nakonec ha-Tnu'a. Politickou kariéru zahájil jako starosta města Javne a poslancem Knesetu se stal poprvé v roce 1981. Poslanecký mandát následně zastával v devíti nesouvislých funkčních obdobích, nejprve v letech 1981 až 1988, a následně od roku 1992. Mezi lety 1998 a 2007 působil v několika vládách na postech ministra vnitra, financí, spravedlnosti, školství, kultury a sportu, dopravy a bydlení a výstavby. V roce 2014 neúspěšně kandidoval na izraelského prezidenta.

## Biografie
Narodil se ve městě Ksar es-Souk (nyní Errechidia) v Maroku a v devíti letech, v roce 1957, spolu s rodinou přesídlil do Izraele. Studoval na Bar-Ilanově univerzitě, kde získal titul magistr v oboru veřejná politika. Je ženatý a má dvě děti.
Svoji politickou kariéru zahájil roku 1974, kdy se stal starostou města Javne, a tuto funkci zastával až do roku 1987. Do Knesetu, izraelského parlamentu, byl poprvé zvolen ve volbách v roce 1981 na kandidátní listině strany Likud. Poslanecký mandát vykonával nejprve po dvě funkční období do roku 1988. Tehdy se stal pokladníkem Židovské agentury a tuto funkci zastával až do roku 1992, kdy byl v parlamentních volbách opětovně zvolen poslancem Knesetu. Od té doby vykonává svůj mandát již v sedmi různých funkčních obdobích. V roce 1996 byl zvolen předsedou frakce Likudu v Knesetu. O dva roky později se stal ministrem financí v první vládě Benjamina Netanjahu a tento post zastával do roku 1999. V roce 2001 byl jmenován ministrem spravedlnosti v první vládě Ariela Šarona a tuto funkci zastával až do roku 2003. O rok později se stal ministrem dopravy v druhé Šaronově vládě a v roce 2006 v téže vládě rovněž ministrem školství, kultury a sportu.
Po založení Kadimy Arielem Šaronem v roce 2005 Šitrit opustil Likud a přidal se k nově vzniklé straně. Následující rok byl v předčasných parlamentních volbách opětovně zvolen poslancem, tentokráte za stranu Kadima. V nové vládě Ehuda Olmerta se stal ministrem bydlení a výstavby a tuto funkci zastával až do roku 2007, kdy se stal ministrem vnitra. Mezi srpnem a listopadem 2006 rovněž zastával, po rezignaci ministra Chajima Ramona, post ministra spravedlnosti.
V roce 2014 neúspěšně kandidoval v izraelských prezidentských volbách, v nichž zvítězil Re'uven Rivlin. Koncem téhož roku oznámil, že v plánovaných předčasných parlamentních volbách v březnu 2015 již nebude kandidovat a odejde z politiky.